# 古铜色卷尾
古铜色卷尾（学名：[Dicrurus aeneus] 错误：{{Lang}}：文本有斜体标记（帮助））又名古銅色卷尾，为卷尾科卷尾属的鸟类，俗名為姬乌秋。牠們主要棲息於印度次大陸和東南亞的森林中。牠們從棲息的樹枝上飛起，在森林樹冠的陰影中捕捉飛行中的昆蟲。與區域內的其他卷尾相比，牠們體型較小，且體型更緊湊，尾叉深度及羽毛光澤的模式也有所不同。

## 外形描述
這種卷尾比大卷尾稍小，並且具有更強的金屬光澤，頭部、頸部和胸部呈現閃亮的外觀。  
額部呈天鵝絨狀，耳羽較為黯淡。尾巴纖細且呈明顯的叉狀，外側尾羽微微向外展開。幼鳥的腋羽末端帶有白色斑點。幼鳥顏色較黯淡，呈棕色，且閃光較少。
指名亞種分佈於印度，延伸至馬來半島北部。然而，來自印度南部的標本在形態測量學上與緬甸的malayensis相似，大小變異可能是逐漸過渡的。中國的亞種kwangsiensis通常被視為與aeneus同義。亞種malayensis分佈於雪蘭莪南部至蘇門答臘和婆羅洲。台灣的內陸山區則棲息著braunianus。

## 亚种
- 古铜色卷尾指名亚种（学名：[Dicrurus aeneus aeneus] 错误：{{Lang}}：文本有斜体标记（帮助））。分布于喜马拉雅山南坡、尼泊尔、锡金、不丹、孟加拉国、中南半岛、南抵马来半岛以及中国大陆的西藏、云南、广西、海南等地。该物种的模式产地在孟加拉国达卡。[6]
- 古铜色卷尾台湾亚种（学名：[Dicrurus aeneus braunianus] 错误：{{Lang}}：文本有斜体标记（帮助））。分布于台湾等地。该物种的模式产地在台湾山区。[7][8][9]

## 分佈
小卷尾分佈於印度的西高止山脈和東高止山脈，以及喜馬拉雅山脈下部，從北阿坎德邦向東延伸至印度支那和海南、馬來半島、蘇門答臘和婆羅洲北部。
包括喜马拉雅山南坡、尼泊尔、锡金、不丹、印度、孟加拉、中南半岛、加里曼丹岛、苏门答腊岛、台湾以及中国大陆的云南、西藏、广西、海南等地，该物种的模式产地在孟加拉达卡。
這種鳥類通常棲息於潮濕的闊葉林中。多见于热带树林、在海南活动于山区密林或河谷阔叶林区、在广西的九万大山的阔叶林带以及在西藏墨脱活动于海拔980m 的阔叶林区。

## 行為與生態
牠們通常單獨活動，有時也會成對或三隻一組。牠們在樹冠下積極搜尋昆蟲，進行掠食飛行，並經常返回其喜愛的棲息點。 牠們有時會加入混合種覓食群。 牠們擅長模仿其他鳥類的叫聲，這是許多卷尾科鳥類的共同特徵。繁殖季節為2月至7月。牠們在樹上築杯狀巢，通常產下三到四顆粉紅色或棕色的蛋。蛋的較寬端顏色較深，經常有雲狀斑點。巢由蜘蛛網覆蓋，常呈現白色。這些鳥類性格兇猛無畏，身長24厘米，當巢或雛鳥受到威脅時，牠們會攻擊比自己大得多的物種。

## Gallery

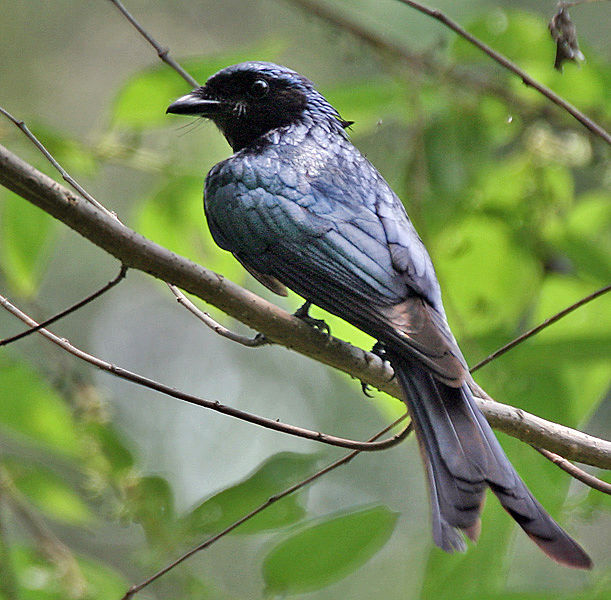
於納倫德拉普爾在加爾各答附近，西孟加拉邦, 印度
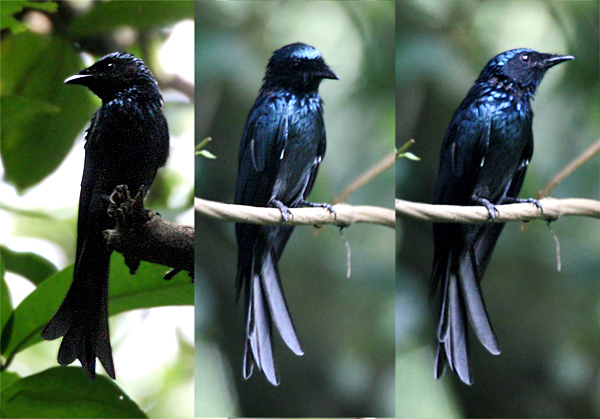
於納倫德拉普爾在加爾各答附近，西孟加拉邦, 印度